# Abdul Rashid (1922–1988)
Lala Abdul Rashid (urdu ‏لالہ عبدالرشيد‎, ur. 1 czerwca 1922 w Rawalpindi, zm. 8 marca 1988 tamże) – pakistański hokeista na trawie, mistrz olimpijski.
Był bramkarzem. Wystąpił na Letnich Igrzyskach Olimpijskich 1960, zdobywając złoty medal. Zagrał w sześciu spotkaniach, w których strzelono mu jednego gola.
W drużynie narodowej rozegrał łącznie 12 spotkań (wszystkie w roku 1960).